# Canthon ateuchipes
Canthon ateuchipes là một loài bọ cánh cứng trong họ Bọ hung (Scarabaeidae).